# Port de Yokohama
Le port de Yokohama (横浜港, Yokohama-kō) est l'infrastructure portuaire de la ville de Yokohama au japon. Il s'ouvre sur la baie de Tokyo. Au sud se trouve le port de Yokosuka et au nord les ports de Kawasaki et de Tokyo. Ce port échange principalement avec l'Arabie saoudite, les États-Unis, la Chine et l'Australie. Ce port exporte principalement des navires, des produits chimiques et des automobiles et importe principalement des minéraux, du gaz, de l'acier, du pétrole brut et du charbon.

## Histoire

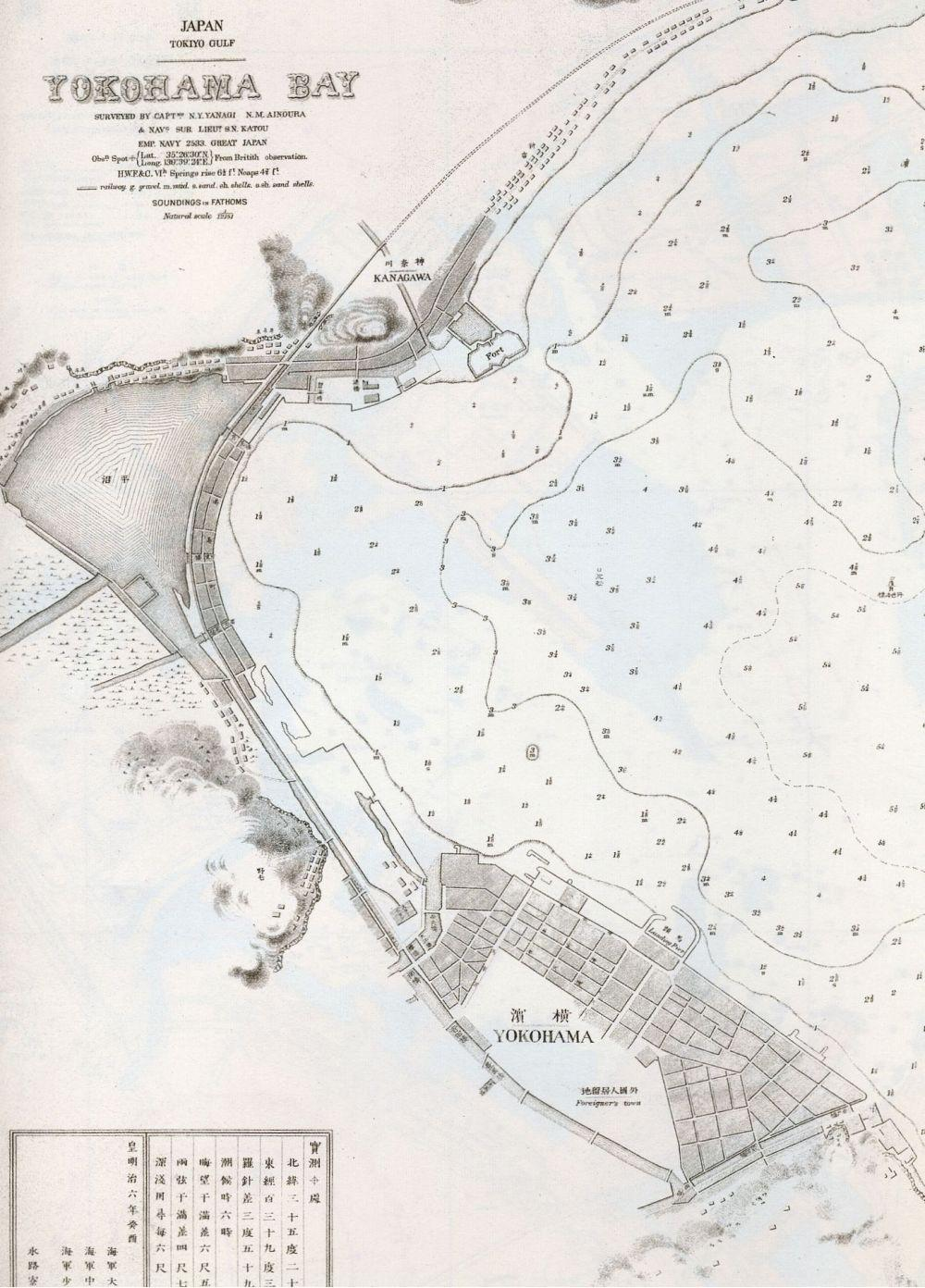
Carte nautique du port de Yokohama de 1874.

Le Traité d'amitié et de commerce États-Unis-Japon de 1858 spécifiait que Kanagawa était un port ouvert. Le port de Yokohama ouvrit l'année suivante. Il fut dévasté par le grand tremblement de terre de Kantō de 1923.

## Statistiques
En 2006, le port de Yokohama a accueilli 42 622 navires et a traité 138 220 075 tonnes de marchandises pour une valeur totale de 11 666 790 de Yen.